# Солоницкий бой
Солоницкий бой 1596 года — решающая битва в урочище Солоница близ Лубен в ходе восстания Наливайко.

## Ход событий
После сражения под Острым Камнем около Белой Церкви, произошедшего в апреле 1596 года, основные отряды повстанцев во главе с Северином Наливайко и Григорием Лободой, взяв с собой свои семьи, были вынуждены отступить на Левобережную Украину. На случай неудачи они намеревались уйти на территорию Русского царства.
В конце мая 1596 года польско-шляхетское войско во главе со Станиславом Жолкевским отрезало казакам пути отступления к границе Русского государства. Повстанческие отряды соорудили в урочище Солоница хорошо укреплённый лагерь с четырьмя рядами возов, обнесённый также валом и рвом. В лагере было 10 тысяч человек, из них 6 тысяч казаков, в том числе 2 тысячи «доброго войска» с 30 пушками. Остальные были члены семей повстанцев и раненые. У Жолкевского было не больше двух с половиной тысяч солдат, включая магнатские отряды.
16 мая 1596 года началась осада лагеря, продлившаяся около двух недель. Повстанцы оборонялись, надеясь на помощь запорожцев во главе с Подвысоцким, который был активен в тылу врага. Однако запорожцам прорваться к лагерю не удалось. Осаждённые несли тяжёлые потери от польской артиллерии. В лагере не хватало продовольствия и воды, начался массовый падёж лошадей. Одновременно, обострились противоречия между реестровыми и нереестровыми казаками. Воспользовавшись тяжёлым положением повстанцев, Станислав Жолкевский вступил в тайные переговоры с предводителем «реестровцев» гетманом Григорем Лободой, пообещав его казакам амнистию. Слухи про капитуляцию вызвали между реестровыми и нереестровыми казаками вооружённый конфликт, в котором Григорий Лобода был убит.
26 мая 1596 г. польско-шляхетское войско начало пушечный обстрел лагеря, готовясь к решающему приступу. В ночь на 28 мая верхушка «реестровцев» вероломно схватила Северина Наливайко, раненого Матвея Шаулу и других предводителей восстания и выдала их Жолкевскому. Во время переговоров польско-шляхетское войско вопреки обещаниям Жолкевского напало на лагерь и вырезало несколько тысяч повстанцев вместе с их жёнами и детьми. Только 1,5 тысячи казаков из десятысячного войска во главе с новоизбранным гетманом Криштофом Кремпским прорвали окружение, ушли в степь и вернулись в Запорожье.

## Интересные факты
С резнёй казаков и их семей после Солоницкого боя связано первое упоминание термина «украинцы». Его употребляет Жолкевский в рапорте королю как название местных (в противоположность его польским гусарам) солдат, устроивших расправу над казаками.